# Bozsok
Bozsok là một thị trấn thuộc hạt Vas, Hungary. Thị trấn này có diện tích 20,91 km², dân số năm 2010 là 334 người, mật độ 16 người/km².